# Спарадок
Спарадок (старогрчки: Σπαραδοκος, Sparadokos; владао ±464 — ±444. п. н. е.) је био одришки краљ, син Тереса I, од којег је највероватније наследио „велико краљевство Одриса које се простирало великим делом Тракије“. Он је такође и први трачки династ од којег нам је сачуван сребрн новац.
Бугарски траколог Димитар Попов претпоставља на основу Тукидидовог исказа, у којем се не указује изричито да је одмах после Тереса дошао Ситалк I, да је Спарадок био тај који је наследио оца. Осим тога, наставља он, ову тврдњу потврђују и кованице на којима је утиснуто његово име. Оне по свој прилици воде порекло из радионица грчких колонија, из којих су се годишње сливале велике суме у ризницу Одриса. То је уједно и доказ да су поједини Хелени били у подређеном политичком положају у односу на Трачане.